# 香港優秀網站選舉
優秀網站選舉，前稱十大健康網站選舉，是香港每年一度的網站選舉，由香港影視及娛樂事務管理處及香港遊樂場協會合作主辦，並由香港教育統籌局、家庭與學校合作事宜委員會、香港電台以及香港互聯網供應商協會聯合協辦。
該選舉於2000年開始每年舉行一次，並於2005年起更改為現時名稱。而優秀網站選舉的舉辦目的，是希望鼓勵香港青少年瀏覽內容健康的網站，並表揚健康網站製作人對提供健康網站資訊的貢獻。
優秀網站選舉分兩個階段進行。第一個階段是邀請公眾提名，經過內部評審後，得出投票名單，再邀請公眾投票，再經內部點票後，公佈選舉結果。然而，由於選舉的評審提名過程及點票過程透明度低，所以引起部份人士對結果的質疑。例如2005年的選舉中，其中5個得獎網站屬於香港政府部門及香港公營機構，因此受到質疑。
每年主辦的機構亦可能不同：
- 2005年優秀網站選舉是由影視及娛樂事務管理處及香港基督教女青年會主辦
- 2004年十大健康網站則由影視及娛樂事務管理處及香港救世軍主辦

## 得獎名單

### 2003年
- 香港教育城－http://www.hkedcity.net （页面存档备份，存于）
- 迪士尼－http://disney.go.com （页面存档备份，存于）
- 無綫電視－http://tvb.com （页面存档备份，存于）
- 綠色力量－https://web.archive.org/web/20200510220602/https://greenpower.org.hk/
- 香港公共圖書館－http://www.hkpl.gov.hk （页面存档备份，存于）
- 小校園－http://www.smallcampus.net （页面存档备份，存于）
- 教育電視－https://web.archive.org/web/20071019040254/http://etv.emb.gov.hk/
- 小海白地球拯救隊－https://web.archive.org/web/20191005065534/http://www.hyper.com.hk/
- 迪迪仔週記－https://web.archive.org/web/20080827232053/http://www.dickdickstory.gov.hk/
- 加菲貓－https://web.archive.org/web/20190902093128/https://garfield.com/

REF： （页面存档备份，存于）

### 2012年
- 防止虐待兒童會保護兒童網上平台
- BBC中文網
- 小校園
- 天主教香港教區歷史建築探索
- 世界自然基金會香港分會
- 地理資訊地圖
- 兒童故事
- 長青網
- 香港政府一站通
- 港鐵公司

REF： （页面存档备份，存于）

### 2013年
- Google地圖
- 教育電視
- 麥兜低碳網
- 火柴人網頁
- 星願小王子
- 政府青少年網站
- 科學發現大搜查
- 粵語審音配詞字庫
- 香港公共圖書館
- 香港閱讀城

## 外部連結
- 優秀網站選舉官方網站 （页面存档备份，存于）